# Graphicobsession
 (juillet 2011).
Si vous disposez d'ouvrages ou d'articles de référence ou si vous connaissez des sites web de qualité traitant du thème abordé ici, merci de compléter l'article en donnant les références utiles à sa vérifiabilité et en les liant à la section « Notes et références ».
GraphicObsession est un site commercial de banque d'images française et indépendante proposant plus de 2 millions de photographies présentées comme libres de droits, mais toutes portant en filigrane le logo de la marque. Son siège social est situé à Paris dans le 20e arrondissement.

## Histoire
La société Gaphicobsession a été créée en 1994. Sa gestion a été confiée en janvier 2005 à Philippe Khatchadourian. Fin 2008, elle a été placée en liquidation judiciaire.
La marque a été déposée début 2009 par la société Delta Images.
L'exploitation du site a été confiée à la société NDLR.